# ميكاترونكس نانوي
الميكاترونكس تقنية جديدة , مبنية على المجهرية (الأجسام الصغيرة) , , أدت إلى نشوء علم جديد يعرف بالإلكترونات الميكانيكية على المقياس النانوي (الميكاترونيكس).
ميكاترونكس نانوي (بالإنجليزية: Nanomechatronics)‏ أو الإلكترونات الميكانيكية على المقياس النانوي مجموعة تقنيات جديدة، تقوم على الفحص المجهري وتصنيع الآلات وتطوير التقنية النانوية.يركز هذا العلم على أتمتة (جعل الشئ ذاتي العمل) العمليات والنظم بحيث يؤدي إلى مزيد من الإنتاجية , التلاعب , النمذجة , والتفاعل على مقياس نانوي.

## تطبيقاته
التطبيقات تتراوح من الأجهزة الإلكترونية فائقة الصغر , الرجال الآليون فائقوا الصغر , الأدوية المجهرية , التصنيع على مقياس نانومتري وحتى التقنية الحيوية.

## وصلات خارجية
مجلة علمية للنانو والمايكرو ميكاترونكس